# Lijst van zwemrecords 4×100 meter wisselslag mannen
Dit is een overzicht van de verschillende zwemrecords op de 4×100 meter wisselslag bij de mannen, onderverdeeld in de langebaan (50 meter) en de kortebaan (25 meter).

## Langebaan (50 meter)

### Ontwikkeling wereldrecord
| Nr. | Naam                                                                      | Land                           | Tijd    | Datum             | Plaats         |
| --- | ------------------------------------------------------------------------- | ------------------------------ | ------- | ----------------- | -------------- |
|     | Ryan Murphy, Michael Andrew, Caeleb Dressel, Zach Apple                   | Verenigde Staten               | 3.26,78 | 1 augustus 2021   | Tokio          |
|     | Aaron Peirsol, Eric Shanteau, Michael Phelps, David Walters               | Verenigde Staten               | 3.27,28 | 2 augustus 2009   | Rome           |
|     | Aaron Peirsol, Brendan Hansen, Michael Phelps, Jason Lezak                | Verenigde Staten               | 3.29,34 | 17 augustus 2008  | Peking         |
|     | Aaron Peirsol, Brendan Hansen, Ian Crocker, Jason Lezak                   | Verenigde Staten               | 3.30,68 | 21 augustus 2004  | Athene         |
|     | Aaron Peirsol, Brendan Hansen, Ian Crocker, Jason Lezak                   | Verenigde Staten               | 3.31,54 | 27 juli 2003      | Barcelona      |
|     | Aaron Peirsol, Brendan Hansen, Michael Phelps, Jason Lezak                | Verenigde Staten               | 3.33,48 | 29 augustus 2002  | Yokohama       |
|     | Lenny Krayzelburg, Ed Moses, Ian Crocker, Gary Hall jr.                   | Verenigde Staten               | 3.33,73 | 23 september 2000 | Sydney         |
|     | Jeff Rouse, Jeremy Linn, Mark Henderson, Gary Hall jr.                    | Verenigde Staten               | 3.34,84 | 26 juli 1996      | Atlanta        |
|     | Jeff Rouse, Nelson Diebel, Pablo Morales, Jon Olsen                       | Verenigde Staten               | 3.36,93 | 31 juli 1992      | Barcelona      |
|     | Dave Berkoff, Richard Schroeder, Matt Biondi, Chris Jacobs                | Verenigde Staten               | 3.36,93 | 25 september 1988 | Seoel          |
|     | Rick Carey, John Moffet, Pablo Morales, Matt Biondi                       | Verenigde Staten               | 3.38,28 | 18 augustus 1985  | Tokio          |
|     | Rick Carey, Steve Lundquist, Pablo Morales, Rowdy Gaines                  | Verenigde Staten               | 3.39,30 | 4 augustus 1984   | Los Angeles    |
|     | Rick Carey, Steve Lundquist, Matt Gribble, Rowdy Gaines                   | Verenigde Staten               | 3.40,42 | 22 augustus 1983  | Caracas        |
|     | Rick Carey, Steve Lundquist, Matt Gribble, Rowdy Gaines                   | Verenigde Staten               | 3.40,84 | 7 augustus 1982   | Guayaquil      |
|     | John Naber, John Hencken, Matt Vogel, Jim Montgomery                      | Verenigde Staten               | 3.42,22 | 22 juli 1976      | Montréal       |
|     | Peter Rocca, Chris Woo, Joe Bottom, Jack Babashoff                        | Verenigde Staten               | 3.47,28 | 22 juli 1976      | Montréal       |
|     | Mike Stamm, Tom Bruce, Mark Spitz, Jerry Heidenreich                      | Verenigde Staten               | 3.48,16 | 4 september 1972  | München        |
|     | Charlie Campbell, Peter Dahlberg, Mark Spitz, Jerry Heidenreich           | Verenigde Staten               | 3.50,4  | 3 september 1971  | Leipzig        |
|     | Roland Matthes, Klaus Katzur, Udo Poser, Lutz Unger                       | Duitse Democratische Republiek | 3.54,4  | 8 september 1970  | Barcelona      |
|     | Charles Hickcox, Don McKenzie, Doug Russell, Ken Walsh                    | Verenigde Staten               | 3.54,9  | 26 oktober 1968   | Mexico-Stad    |
|     | Roland Matthes, Egon Henninger, Horst-Günter Gregor, Frank Wiegand        | Duitse Democratische Republiek | 3.56,5  | 7 november 1967   | Leipzig        |
|     | Charles Hickcox, Ken Merten, Doug Russell, Ken Walsh                      | Verenigde Staten               | 3.57,2  | 31 augustus 1967  | Tokio          |
|     | Thompson Mann, Bill Craig, Fred Schmidt, Steve Clark                      | Verenigde Staten               | 3.58,4  | 16 oktober 1964   | Tokio          |
|     | Richard McGeagh, Bill Craig, Walter Richardson, Steve Clark               | Verenigde Staten               | 4.00,1  | 24 augustus 1963  | Osaka          |
|     | Tom Stock, Chester Jastremski, Fred Schmidt, Peter Sintz                  | Verenigde Staten               | 4.01,6  | 12 augustus 1962  | Cuyahoga Falls |
|     | Tom Stock, Chester Jastremski, Lary Schulhof, Peter Sintz                 | Verenigde Staten               | 4.03,0  | 20 augustus 1961  | Los Angeles    |
|     | Frank McKinney, Paul Hait, Lance Larson, Jeff Farrell                     | Verenigde Staten               | 4.05,4  | 1 september 1960  | Rome           |
|     | Robert Bennett, Paul Hait, David Gillanders, Steve Clark                  | Verenigde Staten               | 4.08,2  | 27 augustus 1960  | Rome           |
|     | Frank McKinney, Chester Jastremski, Mike Troy, Peter Sintz                | Verenigde Staten               | 4.09,2  | 24 juli 1960      | Toledo         |
|     | John Monckton, Terry Gathercole, Brian Wilkinson, John Devitt             | Australië                      | 4.10,4  | 22 augustus 1958  | Osaka          |
|     | John Monckton, Terry Gathercole, Brian Wilkinson, John Devitt             | Australië                      | 4.14,2  | 25 juli 1958      | Cardiff        |
|     |                                                                           | Japan                          | 4.16,7  | 29 juni 1958      | Los Angeles    |
|     | Keiji Hase, Masaru Furukawa, Takashi Ishimoto, Manabu Koga                | Japan                          | 4.17,2  | 28 mei 1958       | Tokio          |
|     | Kazuo Tomita, Masaru Furukawa, Takashi Ishimoto, Katsuki Ishikara         | Japan                          | 4.17,8  | 7 september 1957  | Tokio          |
|     | Georgiy Kuvaldin, Vladimir Minaschkin, Vladimir Struschanov, Lev Balandin | Sovjet-Unie                    | 4.14,8  | 14 augustus 1956  | Moskou         |
|     | Keiji Hase, Masaru Furukawa, Takashi Ishimoto, Manabu Koga                | Japan                          | 4.15,7  | 13 augustus 1955  | Osaka          |
|     | Keiji Hase, Mamoru Tanaka, Jiro Nagasawa, Atsushi Tani                    | Japan                          | 4.17,2  | 17 september 1954 | Tokio          |
|     | László Magyar, Sándor Utassy, György Tumpek, Imre Nyéki                   | Hongarije                      | 4.18,1  | 5 augustus 1954   | Boedapest      |
|     | Viktor Solovyev, Vladimir Minaschkin, Pyotr Skripchenkov, Lev Balandin    | Sovjet-Unie                    | 4.19,0  | 24 februari 1954  | Stockholm      |
|     | Viktor Solovyev, Vladimir Minaschkin, Pyotr Skripchenkov, Lev Balandin    | Sovjet-Unie                    | 4.21,3  | 26 januari 1954   | Moskou         |
|     | Vladimir Lopatin, Vladimir Minaschkin, Pyotr Skripchenkov, Lev Balandin   | Sovjet-Unie                    | 4.24,8  | 13 mei 1953       | Moskou         |
|     | Gustaf Hellsing, Lennart Brock, Gunnar Larsson, Per-Olof Östrand          | Zweden                         | 4.27,8  | 24 april 1953     | Borås          |
|     | Gustaf Hellsing, Lennart Brock, Gunnar Larsson, Per-Olof Östrand          | Zweden                         | 4.30,8  | 17 april 1953     | Lund           |
|     | A. Violas, Pierre Dumesnil, Julian Arene, Aldo Eminente                   | Frankrijk                      | 4.31,5  | 1 april 1953      | Troyes         |
|     | Gilbert Bozon, Pierre Dumesnil, Maurice Lusien, Alex Jany                 | Frankrijk                      | 4.32,2  | 22 maart 1953     | Charleroi      |
|     | Gustaf Hellsing, Lennart Brock, Roy Dahl, Håkan Westesson                 | Zweden                         | 4.39,2  | 22 februari 1953  | Helsingborg    |

### OntwikkelingOlympischrecord
| Nr. | Naam                                                             | Land             | Tijd    | Datum             | Plaats         |
| --- | ---------------------------------------------------------------- | ---------------- | ------- | ----------------- | -------------- |
|     | Ryan Murphy, Michael Andrew, Caeleb Dressel, Zach Apple          | Verenigde Staten | 3.26,78 | 1 augustus 2021   | Tokio          |
|     | Ryan Murphy, Cody Miller, Michael Phelps, Nathan Adrian          | Verenigde Staten | 3.26,78 | 13 augustus 2021  | Rio de Janeiro |
|     | Aaron Peirsol, Brendan Hansen, Michael Phelps, Jason Lezak       | Verenigde Staten | 3.29,34 | 17 augustus 2008  | Peking         |
|     | Aaron Peirsol, Brendan Hansen, Ian Crocker, Jason Lezak          | Verenigde Staten | 3.30,68 | 21 augustus 2004  | Athene         |
|     | Lenny Krayzelburg, Ed Moses, Ian Crocker, Gary Hall jr.          | Verenigde Staten | 3.33,73 | 23 september 2000 | Sydney         |
|     | Jeff Rouse, Jeremy Linn, Mark Henderson, Gary Hall jr.           | Verenigde Staten | 3.34,84 | 26 juli 1996      | Atlanta        |
|     | Jeff Rouse, Nelson Diebel, Pablo Morales, Jon Olsen              | Verenigde Staten | 3.36,93 | 31 juli 1992      | Barcelona      |
|     | Dave Berkoff, Richard Schroeder, Matt Biondi, Chris Jacobs       | Verenigde Staten | 3.36,93 | 25 september 1988 | Seoel          |
|     | Rick Carey, Steve Lundquist, Pablo Morales, Rowdy Gaines         | Verenigde Staten | 3.39,30 | 4 augustus 1984   | Los Angeles    |
|     | John Naber, John Hencken, Matt Vogel, Jim Montgomery             | Verenigde Staten | 3.42,22 | 22 juli 1976      | Montréal       |
|     | Peter Rocca, Chris Woo, Joe Bottom, Jack Babashoff               | Verenigde Staten | 3.47,28 | 22 juli 1976      | Montréal       |
|     | Mike Stamm, Tom Bruce, Mark Spitz, Jerry Heidenreich             | Verenigde Staten | 3.48,16 | 4 september 1972  | München        |
|     | Mitch Ivey, John Hencken, Gary Hall, Dave Fairbank               | Verenigde Staten | 3.51,98 | 4 september 1972  | München        |
|     | Charles Hickcox, Don McKenzie, Doug Russell, Ken Walsh           | Verenigde Staten | 3.54,9  | 26 oktober 1968   | Mexico-Stad    |
|     | Thompson Mann, Bill Craig, Fred Schmidt, Steve Clark             | Verenigde Staten | 3.58,4  | 16 oktober 1964   | Tokio          |
|     | Richard McGeagh, Virgil Luken, Walter Richardson, Robert Bennett | Verenigde Staten | 4.05,1  | 15 oktober 1964   | Tokio          |
|     | Frank McKinney, Paul Hait, Lance Larson, Jeff Farrell            | Verenigde Staten | 4.05,4  | 1 september 1960  | Rome           |
|     | Robert Bennett, Paul Hait, David Gillanders, Steve Clark         | Verenigde Staten | 4.08,2  | 27 augustus 1960  | Rome           |
|     | Julian Carroll, William Burton, Kevin Berry, Geoffrey Shipton    | Australië        | 4.14,8  | 27 augustus 1960  | Rome           |

### OntwikkelingEuropeesrecord
| Nr. | Naam                                                                        | Land                           | Tijd    | Datum             | Plaats       |
| --- | --------------------------------------------------------------------------- | ------------------------------ | ------- | ----------------- | ------------ |
|     | Miron Lifintsev, Kirill Prigoda, Andrey Minakov, Egor Korney                | Neutrale atleten B             | 3.26,93 | 3 augustus 2025   | Singapore    |
|     | Helge Meeuw, Hendrik Feldwehr, Benjamin Starke, Paul Biedermann             | Duitsland                      | 3.28,58 | 2 augustus 2009   | Rome         |
|     | Helge Meeuw, Hendrik Feldwehr, Benjamin Starke, Paul Biedermann             | Duitsland                      | 3.29,48 | 2 augustus 2009   | Rome         |
|     | Aschwin Wildeboer, Melquiades Alvarez, Alex Villaécija, José Antonio Alonso | Spanje                         | 3.34,22 | 1 juli 2009       | Pescara      |
|     | Arkadi Vjatsjanin, Roman Sloednov, Jevgeni Korotysjkin, Jevgeni Lagoenov    | Rusland                        | 3.31,92 | 17 augustus 2008  | Peking       |
|     | Arkadi Vjatsjanin, Roman Sloednov, Nikolaj Skvortsov, Andrey Grechin        | Rusland                        | 3.33,59 | 15 augustus 2008  | Peking       |
|     | Arkadi Vjatsjanin, Grigory Falko, Jevgeni Korotysjkin, Andrey Grechin       | Rusland                        | 3.34,25 | 24 maart 2008     | Eindhoven    |
|     | Arkadi Vjatsjanin, Roman Ivanovskiy, Igor Marchenko, Aleksandr Popov        | Rusland                        | 3.34,72 | 27 juli 2003      | Barcelona    |
|     | Stev Theloke, Jens Kruppa, Thomas Rupprath, Torsten Spanneberg              | Duitsland                      | 3.35,88 | 23 september 2000 | Sydney       |
|     | Vladimir Selkov, Roman Ivanovskiy, Denis Pankratov, Aleksandr Popov         | Rusland                        | 3.37,48 | 28 april 1996     | Moskou       |
|     | Vladimir Selkov, Andrey Korneyev, Denis Pankratov, Aleksandr Popov          | Rusland                        | 3.38,11 | 27 augustus 1995  | Wenen        |
|     | Vladimir Selkov, Vassili Ivanov, Denis Pankratov, Aleksandr Popov           | Rusland                        | 3.38,28 | 11 september 1994 | Rome         |
|     | Vladimir Selkov, Vassili Ivanov, Pavel Chnykin, Aleksandr Popov             | Sovjet-Unie                    | 3.38,56 | 31 juli 1992      | Barcelona    |
|     | Igor Poljanski, Dmitri Volkov, Vadim Jarosjtsjoek, Gennadi Prigoda          | Sovjet-Unie                    | 3.39,96 | 25 september 1988 | Seoel        |
|     | Igor Poljanski, Dmitri Volkov, Vadim Jarosjtsjoek, Gennadi Prigoda          | Sovjet-Unie                    | 3.40,66 | 16 maart 1988     | Tallinn      |
|     | Igor Poljanski, Dmitri Volkov, Konstantin Petrov, Gennadi Prigoda           | Sovjet-Unie                    | 3.41,51 | 23 augustus 1987  | Straatsburg  |
|     | Vladimir Sjemetov, Dmitri Volkov, Aleksej Markovski, Sergey Smiryagin       | Sovjet-Unie                    | 3.42,15 | 25 augustus 1984  | Moskou       |
|     | Vladimir Sjemetov, Yuriy Kis, Aleksej Markovski, Sergey Smiryagin           | Sovjet-Unie                    | 3.42,86 | 7 augustus 1982   | Guayaquil    |
|     | Viktor Kuznetsov, Yuriy Kis, Aleksej Markovski, Sergey Krasyuk              | Sovjet-Unie                    | 3.44,23 | 12 september 1981 | Split        |
|     | Viktor Kuznetsov, Yuriy Kis, Vadim Dombrovskiy, Sergey Krasyuk              | Sovjet-Unie                    | 3.44,79 | 23 augustus 1981  | Kiev         |
|     | Viktor Kuznetsov, Arsens Miskarovs, Yevgeny Seredin, Sergej Kopljakov       | Sovjet-Unie                    | 3.45,92 | 24 juli 1980      | Moskou       |
|     | Viktor Kuznetsov, Aleksandr Fyodorovsky, Yevgeny Seredin, Sergej Kopljakov  | Sovjet-Unie                    | 3.45,99 | 20 augustus 1979  | Moskou       |
|     | Viktor Kuznetsov, Aleksandr Fyodorovsky, Yevgeny Seredin, Sergej Kopljakov  | Sovjet-Unie                    | 3.46,20 | 8 april 1979      | Potsdam      |
|     | Klaus Steinbach, Walter Kusch, Michael Kraus, Peter Nocke                   | West-Duitsland                 | 3.47,29 | 22 juli 1976      | Montréal     |
|     | Klaus Steinbach, Walter Kusch, Folkert Meeuw, Peter Nocke                   | West-Duitsland                 | 3.51,57 | 24 augustus 1974  | Wenen        |
|     | Roland Matthes, Klaus Katzur, Hartmut Flöckner, Lutz Unger                  | Duitse Democratische Republiek | 3.52,12 | 4 september 1972  | München      |
|     | Roland Matthes, Klaus Katzur, Hartmut Flöckner, Lutz Unger                  | Duitse Democratische Republiek | 3.53,8  | 4 september 1971  | Leipzig      |
|     | Roland Matthes, Klaus Katzur, Udo Poser, Lutz Unger                         | Duitse Democratische Republiek | 3.54,4  | 8 september 1970  | Barcelona    |
|     | Roland Matthes, Egon Henninger, Horst-Günter Gregor, Frank Wiegand          | Duitse Democratische Republiek | 3.56,5  | 7 november 1967   | Leipzig      |
|     | Viktor Mazanov, Georgiy Prokopenko, Valentin Kuzmin, Leonid Iljitsjov       | Sovjet-Unie                    | 4.00,7  | 23 maart 1966     | Moskou       |
|     | Viktor Mazanov, Georgiy Prokopenko, Valentin Kuzmin, Viktor Semchenkov      | Sovjet-Unie                    | 4.02,8  | 17 mei 1964       | Oost-Berlijn |
|     | Ernst-Joachim Küppers, Holm Mrazek, Werner Freitag, Hans-Joachim Klein      | West-Duitsland                 | 4.07,6  | 28 september 1963 | Dortmund     |
|     | Jürgen Dietze, Egon Henninger, Horst-Günter Gregor, Frank Wiegand           | Duitse Democratische Republiek | 4.09,0  | 21 augustus 1962  | Leipzig      |
|     | Veliko Simar, Leonid Kolesnikov, Valentin Kuzmin, Viktor Konopljov          | Sovjet-Unie                    | 4.11,1  | 24 februari 1962  | Moskou       |
|     | Leonid Barbier, Leonid Kolesnikov, Markelov, Morgacev                       | Sovjet-Unie                    | 4.11,2  | 11 september 1961 | Moskou       |
|     | Veliko Simar, Leonid Kolesnikov, Grigory Kiselyov, Igor Luschkovski         | Sovjet-Unie                    | 4.14,0  | 6 augustus 1960   | Moskou       |
|     | Wolfgang Wagner, Gunter Tittes, Horst-Günter Gregor, Frank Wiegand          | Duitse Democratische Republiek | 4.16,1  | 18 juni 1960      | Berlijn      |
|     | Leonid Barbier, Vladimir Minaschkin, Vitali Schenenkov, Viktor Polevoj      | Sovjet-Unie                    | 4.16,5  | 6 september 1958  | Boedapest    |
|     | Georgiy Kuvaldin, Vladimir Minaschkin, Vladimir Struschanov, Lev Balandin   | Sovjet-Unie                    | 4.14,8  | 14 augustus 1956  | Moskou       |
|     | László Magyar, Sándor Utassy, György Tumpek, Imre Nyéki                     | Hongarije                      | 4.18,1  | 5 augustus 1954   | Boedapest    |
|     | Viktor Solovyev, Vladimir Minaschkin, Pyotr Skripchenkov, Lev Balandin      | Sovjet-Unie                    | 4.19,0  | 24 februari 1954  | Stockholm    |
|     | Viktor Solovyev, Vladimir Minaschkin, Pyotr Skripchenkov, Lev Balandin      | Sovjet-Unie                    | 4.21,3  | 26 januari 1954   | Moskou       |
|     | Vladimir Lopatin, Vladimir Minaschkin, Pyotr Skripchenkov, Lev Balandin     | Sovjet-Unie                    | 4.24,8  | 13 mei 1953       | Moskou       |
|     | Gustaf Hellsing, Lennart Brock, Gunnar Larsson, Per-Olof Östrand            | Zweden                         | 4.27,8  | 24 april 1953     | Borås        |
|     | Gustaf Hellsing, Lennart Brock, Gunnar Larsson, Per-Olof Östrand            | Zweden                         | 4.30,8  | 17 april 1953     | Lund         |
|     | A. Violas, Pierre Dumesnil, Julian Arene, Aldo Eminente                     | Frankrijk                      | 4.31,5  | 1 april 1953      | Troyes       |
|     | Gilbert Bozon, Pierre Dumesnil, Maurice Lusien, Alex Jany                   | Frankrijk                      | 4.32,2  | 22 maart 1953     | Charleroi    |
|     | Gustaf Hellsing, Lennart Brock, Roy Dahl, Håkan Westesson                   | Zweden                         | 4.39,2  | 22 februari 1953  | Helsingborg  |

### OntwikkelingNederlandsrecord
| Nr. | Naam                                                                              | Club | Tijd    | Datum             | Plaats      |
| --- | --------------------------------------------------------------------------------- | ---- | ------- | ----------------- | ----------- |
|     | Nick Driebergen, Thijs van Valkengoed, Robin van Aggele, Mitja Zastrow            | KNZB | 3.37,00 | 24 maart 2008     | Eindhoven   |
|     | Klaas-Erik Zwering, Thijs van Valkengoed, Joris Keizer, Pieter van den Hoogenband | KNZB | 3.37,12 | 27 juli 2003      | Barcelona   |
|     | Klaas-Erik Zwering, Marcel Wouda, Joris Keizer, Pieter van den Hoogenband         | PSV  | 3.37,53 | 23 september 2000 | Sydney      |
|     | Klaas-Erik Zwering, Marcel Wouda, Stefan Aartsen, Pieter van den Hoogenband       | KNZB | 3.39,52 | 1 augustus 1999   | Istanboel   |
|     | Klaas-Erik Zwering, Benno Kuipers, Stefan Aartsen, Johan Kenkhuis                 | KNZB | 3.41,94 | 1 augustus 1999   | Istanboel   |
|     | Martin van der Spoel, Benno Kuipers, Stefan Aartsen, Pieter van den Hoogenband    | KNZB | 3.42,42 | 26 juli 1996      | Atlanta     |
|     | Hans Kroes, Ron Dekker, Frank Drost, Patrick Dybiona                              | KNZB | 3.45,65 | 25 september 1988 | Seoel       |
|     | Peter de Rover, Ron Dekker, Gerard de Kort, Erik Ran                              | KNZB | 3.48,31 | 23 augustus 1987  | Straatsburg |
|     | Edsard Schlingemann, Ron Dekker, Frank Drost, Patrick Dybiona                     | KNZB | 3.49,02 | 23 augustus 1986  | Madrid      |
|     | Edsard Schlingemann, Ron Dekker, Frank Drost, Patrick Dybiona                     | KNZB | 3.49,69 | 11 augustus 1985  | Sofia       |
|     | Fred Eefting, Albert Boonstra, Cees Vervoorn, Cees Jan Winkel                     | KNZB | 3.51,81 | 24 juli 1980      | Moskou      |
|     | Fred Eefting, Albert Boonstra, Cees Vervoorn, Cees Jan Winkel                     | KNZB | 3.52,33 | 24 juli 1980      | Moskou      |
|     | Fred Eefting, Ronald Hond, Cees Vervoorn, Albert Boonstra                         | KNZB | 3.56,90 | 20 augustus 1977  | Jönköping   |
|     | Karim Ressang, Ronald Hond, Cees Vervoorn, René van der Kuil                      | KNZB | 4.02,39 | 14 augustus 1976  | Boekarest   |
|     | Bob Schoutsen, Hans Elzerman, Arnold Rood, Peter Prijdekker                       | KNZB | 4.04,5  | 28 augustus 1971  | Turijn      |
|     | Bob Schoutsen, Hans Elzerman, Arnold Rood, Peter Prijdekker                       | KNZB | 4.07,8  | 18 april 1971     | Düsseldorf  |
|     | Rinus van Beek, Arthur van Oest, Jan Jiskoot, Johan Bontekoe                      | KNZB | 4.09,8  | 23 augustus 1966  | Utrecht     |
|     | Jan Weeteling, Wieger Mensonides, Jan Jiskoot, Ron Kroon                          | KNZB | 4.10,9  | 21 augustus 1962  | Leipzig     |
|     | Jan Weeteling, Wieger Mensonides, Jan Jiskoot, Ron Kroon                          | KNZB | 4.15,1  | 20 augustus 1962  | Leipzig     |
|     | Jan Jiskoot, Wieger Mensonides, Gerrit Korteweg, Ron Kroon                        | KNZB | 4.16,1  | 27 augustus 1960  | Rome        |
|     | Jaap de Jong, Wieger Mensonides, Bert Sitters, Theo Hoogveld                      | KNZB | 4.25,8  | 25 juli 1959      | Waalwijk    |
|     | Jaap de Jong, Wieger Mensonides, Charles Ritton, Theo Hoogveld                    | KNZB | 4.27,9  | 27 juni 1959      | Saarbrücken |
|     | Jaap de Jong, Wieger Mensonides, Bert Sitters, Theo Hoogveld                      | KNZB | 4.28,9  | 16 mei 1958       | Cardiff     |
|     | Peter Swijghuisen Reigersberg, Peter Bekkering, Gerrit Korteweg, Herman Willemse  | KNZB | 4.35,6  | 7 juli 1956       | Tiel        |
|     | Gerrit Korteweg, Ton Jaspers, Hans Muller, Wim de Vreng                           | KNZB | 4.38,3  | 18 juli 1955      | Parijs      |
|     | Gerrit Korteweg, Peter Bekkering, Hans Muller, Wim de Vreng                       | KNZB | 4.40,6  | 10 september 1954 | Zadar       |

## Kortebaan (25 meter)

### Ontwikkeling wereldrecord
| Nr. | Naam                                                                         | Land             | Tijd    | Datum            | Plaats            |
| --- | ---------------------------------------------------------------------------- | ---------------- | ------- | ---------------- | ----------------- |
|     | Ryan Murphy, Nic Fink, Trenton Julian, Kieran Smith                          | Verenigde Staten | 3.18,98 | 18 december 2022 | Melbourne         |
|     | Isaac Cooper, Joshua Yong, Matthew Temple, Kyle Chalmers                     | Australië        | 3.18,98 | 18 december 2022 | Melbourne         |
|     | Stanislav Donets, Sergej Geybel, Jevgeni Korotysjkin, Danila Izotov          | Rusland          | 3.19,16 | 20 december 2009 | Sint Petersburg   |
|     | Nick Thoman, Mark Gangloff, Michael Phelps, Nathan Adrian                    | Verenigde Staten | 3.20,71 | 18 december 2009 | Manchester        |
|     | Jake Tapp, Paul Kornfeld, Joe Bartoch, Brent Hayden                          | Canada           | 3.23,33 | 9 augustus 2009  | Leeds             |
|     | Stanislav Donets, Sergej Geybel, Jevgeni Korotysjkin, Aleksandr Soechoroekov | Rusland          | 3.24,29 | 13 april 2008    | Manchester        |
|     | Aaron Peirsol, Brendan Hansen, Ian Crocker, Jason Lezak                      | Verenigde Staten | 3.25,09 | 11 oktober 2004  | Indianapolis      |
|     | Aaron Peirsol, Brendan Hansen, Ian Crocker, Garrett Weber-Gale               | Verenigde Staten | 3.25,38 | 25 maart 2004    | New York          |
|     | Matt Welsh, Jim Piper, Geoff Huegill, Ashley Callus                          | Australië        | 3.28,12 | 4 september 2002 | Melbourne         |
|     | Aaron Peirsol, David Denniston, Peter Marshall, Jason Lezak                  | Verenigde Staten | 3.29,00 | 7 april 2002     | Moskou            |
|     | Matt Welsh, Phil Rogers, Michael Klim, Chris Fydler                          | Australië        | 3.29,88 | 4 april 1999     | Hongkong          |
|     | Adrian Radley, Phil Rogers, Geoff Huegill, Michael Klim                      | Australië        | 3.30,66 | 17 april 1997    | Göteborg          |
|     | Adrian Radley, Ryan Mitchell, Geoff Huegill, Michael Klim                    | Australië        | 3.30,91 | 23 december 1996 | Melbourne         |
|     | Tripp Schwenk, Seth Vanneerden, Mark Henderson, Jon Olsen                    | Verenigde Staten | 3.32,57 | 2 december 1993  | Palma de Mallorca |
|     | Mark Tewksbury, Jonathan Cleveland, Tom Ponting, Steven Vandermeulen         | Canada           | 3.34,86 | 22 februari 1992 | Winnipeg          |

- FINA erkent wereldrecords op kortebaan sinds maart 1991.

### OntwikkelingEuropeesrecord
| Nr. | Naam                                                                         | Land                | Tijd    | Datum            | Plaats        |
| --- | ---------------------------------------------------------------------------- | ------------------- | ------- | ---------------- | ------------- |
|     | Stanislav Donets, Sergey Geybel, Jevgeni Korotysjkin, Aleksandr Soechoroekov | Rusland             | 3.24,29 | 13 april 2008    | Manchester    |
|     | Stanislav Donets, Sergey Geybel, Jevgeni Korotysjkin, Aleksandr Soechoroekov | Rusland             | 3.28,36 | 13 april 2008    | Manchester    |
|     | Andriy Oleynyk, Oleg Lisogor, Sergiy Advena, Andrey Serdinov                 | Oekraïne            | 3.28,62 | 9 april 2006     | Shanghai      |
|     | Mathias Ohlin, Patrik Isaksson, Daniel Carlsson, Lars Frölander              | Zweden              | 3.30,32 | 4 april 1999     | Hongkong      |
|     | Vladimir Selkov, Stanislav Lopukhov, Denis Pankratov, Roman Jegorov          | Rusland             | 3.32,56 | 17 april 1997    | Göteborg      |
|     |                                                                              | Verenigd Koninkrijk | 3.35,09 | 17 april 1997    | Göteborg      |
|     | Vladimir Selkov, Dmitri Volkov, Denis Pankratov, Roman Jegorov               | Rusland             | 3.35,36 | 12 februari 1993 | Gelsenkirchen |
|     | Frank Hoffmeister, Rolf Beab, Michael Groß, André Schadt                     | West-Duitsland      | 3.37,96 | 6 februari 1987  | Bonn          |

### OntwikkelingNederlandsrecord
| Nr. | Naam                                                                             | Club         | Tijd      | Datum             | Plaats                 |
| --- | -------------------------------------------------------------------------------- | ------------ | --------- | ----------------- | ---------------------- |
|     | Bastiaan Tamminga, Robin van Aggele, Joeri Verlinden, Robert Lijesen             | KNZB         | 3.30,08   | 13 april 2008     | Manchester             |
|     | Bastiaan Tamminga, Thijs van Valkengoed, Joeri Verlinden, Robert Lijesen         | KNZB         | 3.31,46   | 13 april 2008     | Manchester             |
|     | Klaas-Erik Zwering, Martin de Wildt, Joris Keizer, Pieter van den Hoogenband     | PSV          | 3.34,78   | 22 december 2002  | Eindhoven              |
|     | Klaas-Erik Zwering, Marcel Wouda, Joris Keizer, Pieter van den Hoogenband        | PSV          | 3.37,53 1 | 23 september 2000 | Sydney                 |
|     | Klaas-Erik Zwering, Benno Kuipers, Stefan Aartsen, Johan Kenkhuis                | KNZB         | 3.38,63   | 4 april 1999      | Hongkong               |
|     | Marcel Wouda, Frank Kleijer, Bram van Haandel, Pieter van den Hoogenband         | PSV          | 3.41,10   | 10 december 1995  | Eindhoven              |
|     | Wilco van den Akker, Ron Dekker, Casper van Dam, Ronald Sloeserwij               | KNZB         | 3.43,03   | 20 april 1991     | Amsterdam              |
|     | Edsard Schlingemann, Ron Dekker, Frank Drost, Hans Kroes                         | KNZB         | 3.45,46   | 14 december 1985  | 's-Hertogenbosch       |
|     | Edsard Schlingemann, Ron Dekker, Frank Drost, Hans Kroes                         | KNZB         | 3.46,76   | 14 december 1985  | 's-Hertogenbosch       |
|     | Edsard Schlingemann, Ron Dekker, Frank Drost, Patrick Dybiona                    | KNZB         | 3.49,69 1 | 11 augustus 1985  | Sofia                  |
|     | Patrick Dybiona, Edsard Schlingemann, Frank Drost, Peter Drost                   | AZ&PC        | 3.50,63   | 2 maart 1985      | Harderwijk             |
|     | Edsard Schlingemann, Frank Vijver, Edward Maasdijk, Hans Kroes                   | KNZB         | 3.50,76   | 17 december 1983  | Ankara                 |
|     | Edsard Schlingemann, Frank Vijver, Edward Maasdijk, Hans Kroes                   | KNZB         | 3.50,80   | 17 december 1983  | Ankara                 |
|     | Edsard Schlingemann, Frank Vijver, Edward Maasdijk, Hans Kroes                   | KNZB         | 3.51,37   | 17 december 1982  | Göteborg               |
|     | Fred Eefting, Albert Boonstra, Cees Vervoorn, Cees Jan Winkel                    | KNZB         | 3.51,81 1 | 24 juli 1980      | Moskou                 |
|     | Fred Eefting, Albert Boonstra, Cees Vervoorn, Cees Jan Winkel                    | KNZB         | 3.52,33 1 | 24 juli 1980      | Moskou                 |
|     | Fred Eefting, Ronald Hond, Cees Vervoorn, Albert Boonstra                        | KNZB         | 3.56,90 1 | 20 augustus 1977  | Jönköping              |
|     | Karim Ressang, Ronald Hond, Cees Vervoorn, René van der Kuil                     | KNZB         | 4.02,39 1 | 14 augustus 1976  | Boekarest              |
|     | David Schaddenhorst, Hans Elzerman, Bert Elzerman, Bert Bergsma                  | Zian/Vitesse | 4.04,0    | 18 februari 1973  | Den Helder             |
|     | Bob Schoutsen, Hans Elzerman, Arnold Rood, Peter Prijdekker                      | KNZB         | 4.04,5 1  | 28 augustus 1971  | Turijn                 |
|     | Bob Schoutsen, Hans Spijkerman, Dick Langerhorst, Elt Drenth                     | KNZB         | 4.06,5    | 7 april 1968      | Font-Romeu-Odeillo-Via |
|     | Bob Schoutsen, Hans Spijkerman, Dick Langerhorst, Aad Oudt                       | KNZB         | 4.06,9    | 3 maart 1968      | Bremen                 |
|     | Rinus van Beek, Arthur van Oest, Jan Jiskoot, Johan Bontekoe                     | KNZB         | 4.09,8 1  | 23 augustus 1966  | Utrecht                |
|     | Jan Weeteling, Wieger Mensonides, Jan Jiskoot, Ron Kroon                         | KNZB         | 4.10,9 1  | 21 augustus 1962  | Leipzig                |
|     | Jan Weeteling, Wieger Mensonides, Jan Jiskoot, Ron Kroon                         | KNZB         | 4.15,1 1  | 20 augustus 1962  | Leipzig                |
|     | Jan Jiskoot, Wieger Mensonides, Gerrit Korteweg, Ron Kroon                       | KNZB         | 4.16,1 1  | 27 augustus 1960  | Rome                   |
|     | Jaap de Jong, Wieger Mensonides, Bert Sitters, Theo Hoogveld                     | KNZB         | 4.22,2    | 1 maart 1958      | Wuppertal              |
|     | Jaap de Jong, Lourens Kostelijk, Jan Osinga, Koos de Jong                        | LZO          | 4.31,0    | 22 oktober 1957   | Leeuwarden             |
|     | Peter Swijghuisen Reigersberg, Peter Bekkering, Gerrit Korteweg, Herman Willemse | KNZB         | 4.35,6 1  | 7 juli 1956       | Tiel                   |
|     | Jitse van der Veen, Peter Bekkering, Geert Jan van Rooy, Wim de Vreng            | KNZB         | 4.38,1    | 27 februari 1954  | Brussel                |
|     | Jitse van der Veen, Peter Bekkering, Geert Jan van Rooy, Wim de Vreng            | KNZB         | 4.38,8    | 26 februari 1954  | Brussel                |
|     | Jitse van der Veen, Bob Bonte, Gerrit Dikstaal, Wim de Vreng                     | KNZB         | 4.40,1    | 21 maart 1953     | Brussel                |

1 = Gezwommen op langebaan. Indien tijd op langebaan sneller is dan tijd op kortebaan dan geldt de eerste als officieel record.